# Linnaemya varia
Linnaemya varia là một loài ruồi trong họ Tachinidae.